# Ottaviano Nonni
Ottaviano Nonni, auch Ottavio de’ Nonni, auch bekannt unter Il Mascherino (* 1536 in Bologna; † 6. August 1606 in Rom), war ein italienischer Architekt des 16. Jahrhunderts sowie Bildhauer und Maler. 
Er war ein Schüler von Giacomo Barozzi da Vignola und wirkte zunächst in der Region Emilia. Später zog er nach Rom und lebte im römischen Quartier Borgo, wo er späterer Namensgeber der Via del Mascherino wurde. 
Papst Gregor XIII. beauftragte ihn mit mehreren Bauwerken, darunter dem Quirinalspalast (1583), San Salvatore in Lauro (1594), Santa Maria in Traspontina, die Bandini-Kapelle in San Silvestro al Quirinale und das Hospiz Santo Spirito in Sassia und viele andere Bauten.